# Fußballnationalmannschaft der Niederländischen Antillen (Frauen)
Die Frauenfußballnationalmannschaft der Niederländischen Antillen war eine Auswahlmannschaft der Nederlands Antilliaanse Voetbal Unie, die das Überseegebiet der Niederländischen Antillen auf internationaler Ebene bei Frauen-Länderspielen vertrat. Die Mannschaft nahm nur an der Qualifikation zum CONCACAF W Championship teil, jedoch nicht am CONCACAF W Championship selbst oder an Weltmeisterschaften.

## Geschichte
Ihr erstes Spiel absolvierte die Mannschaft im Rahmen der Qualifikation zum CONCACAF Women’s Gold Cup 2006. Das Spiel gegen die Cayman Islands wurde mit 1:2 gewonnen. Nach einem weiteren Sieg im Rückspiel erreichten die Niederländischen Antillen die erste Gruppenphase der Qualifikation. Nach einem Sieg gegen Aruba und einer Niederlage gegen Suriname belegte das Team den zweiten Platz in der Gruppe. Da es jedoch ein Play-Off-Spiel um den Gruppensieg zwischen Haiti (dem die Einreise für die Gruppenspiele verweigert wurde) und Suriname gab, wurden die Niederländischen Antillen als Dritter der Gruppe geführt und verpassten damit die nächste Qualifikationsrunde. Ihr letztes Spiel absolvierte die Mannschaft bei einem Wohltätigkeitsturnier am 1. Juli 2007. Das Spiel wurde mit 0:2 gewonnen und stellte damit auch den höchsten Sieg des Teams dar. Nachdem die Niederländischen Antillen am 10. Oktober 2010 aufgelöst wurden, wurde am 5. Februar 2011 auch der Fußballverband der Niederländischen Antillen und somit auch die Frauenfußballnationalmannschaft aufgelöst. Als Nachfolger kann die Fußballnationalmannschaft von Curaçao betrachtet werden.

## Turniere

### Weltmeisterschaft
- 1991 bis 2011 – nicht teilgenommen

### CONCACAF W  Championship / Gold Cup
- 1991 bis 2002 – nicht teilgenommen
- 2006 – nicht qualifiziert
- 2010 – nicht teilgenommen

### Karibikmeisterschaft
- 2000 – nicht teilgenommen